# Osimo
Osimo és un municipi italià, situat a la regió de les Marques i a la província d'Ancona. L'any 2005 tenia 33.737 habitants.
Osimo limita amb els municipis d'Ancona, Camerano, Castelfidardo, Filottrano, Montefano, Offagna, Polverigi, Recanati i Santa Maria Nuova.

## Galeria

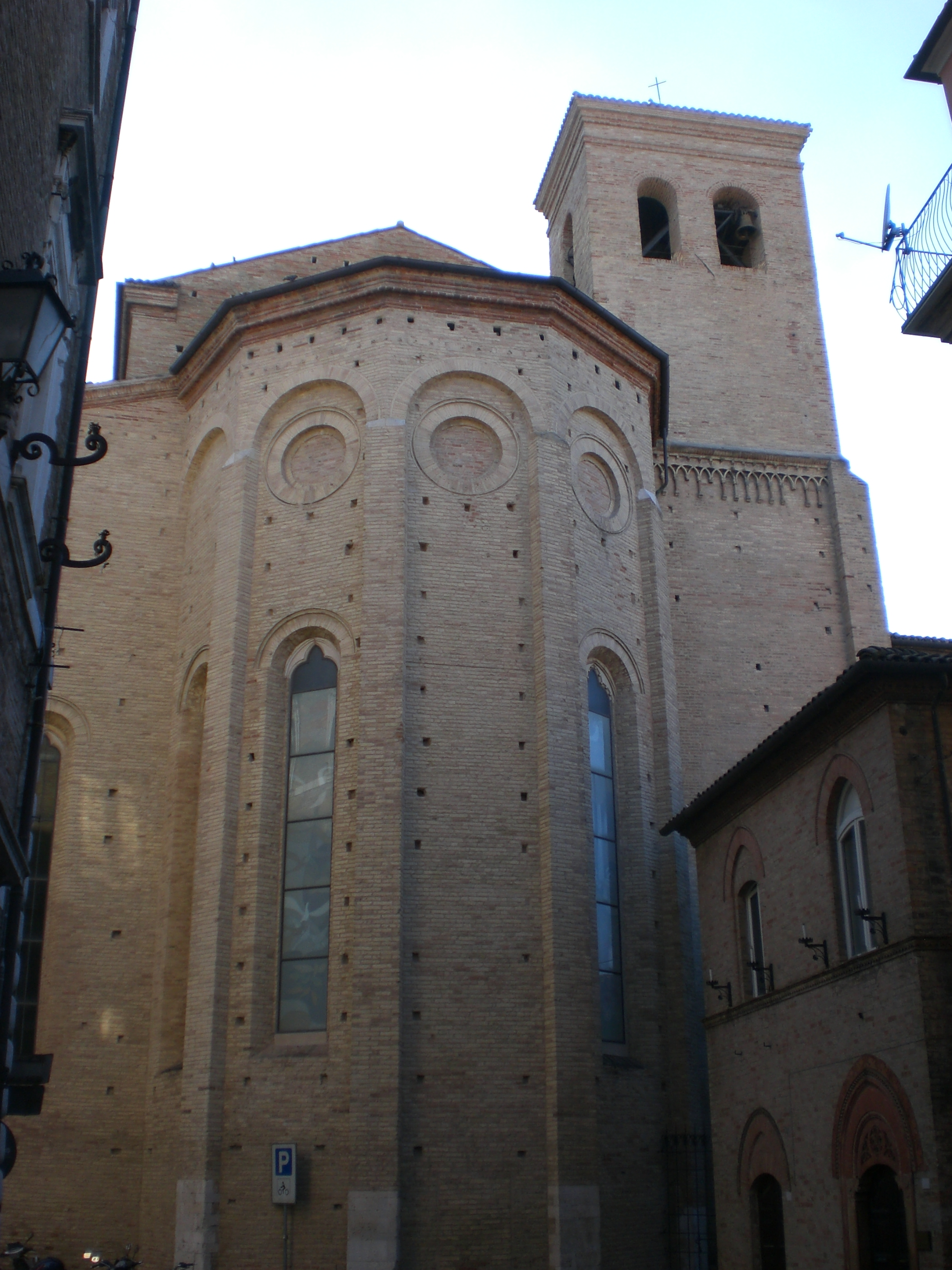
Basílica de S. Giuseppe da Copertino
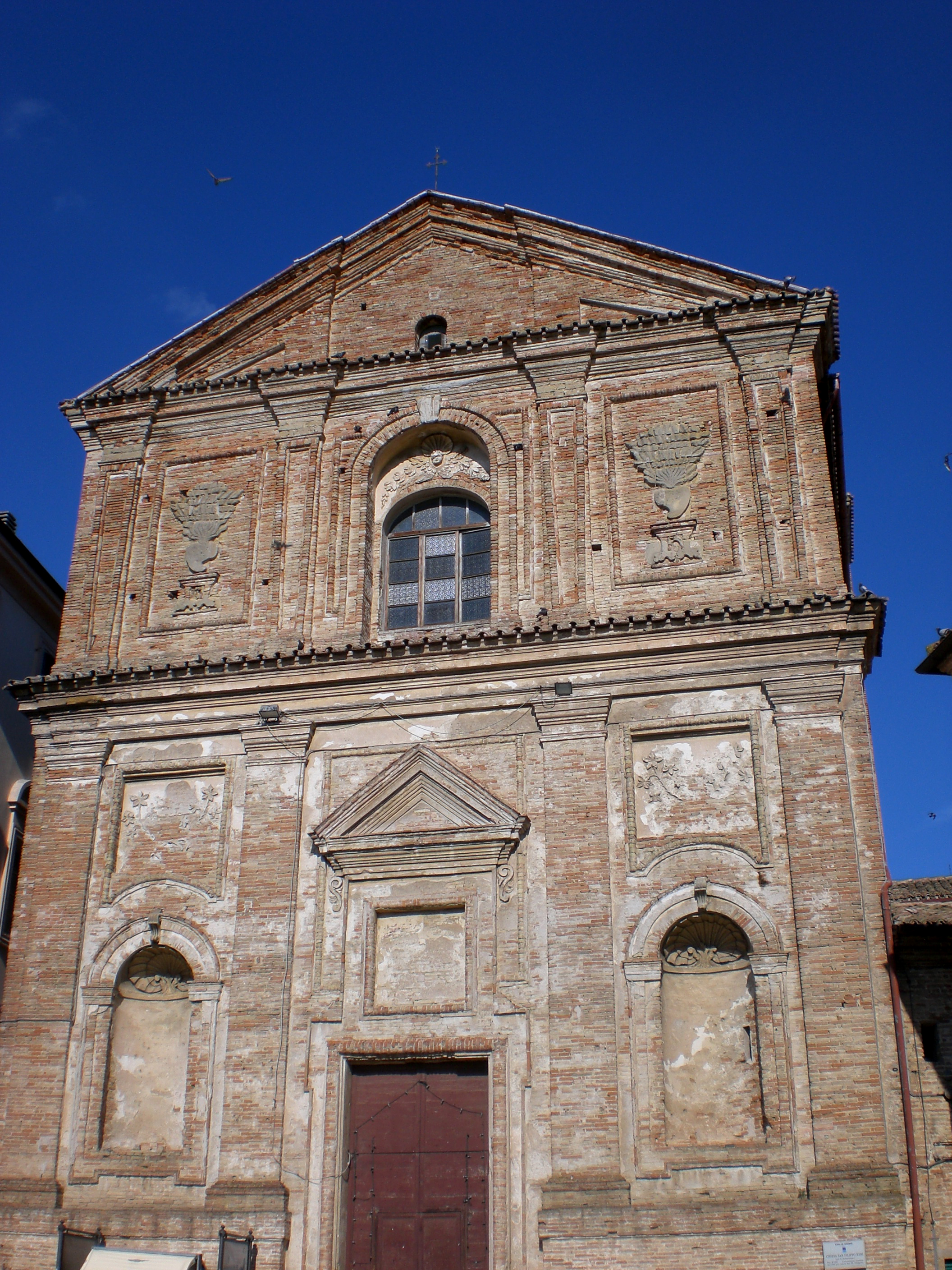
Església de S.Filippo
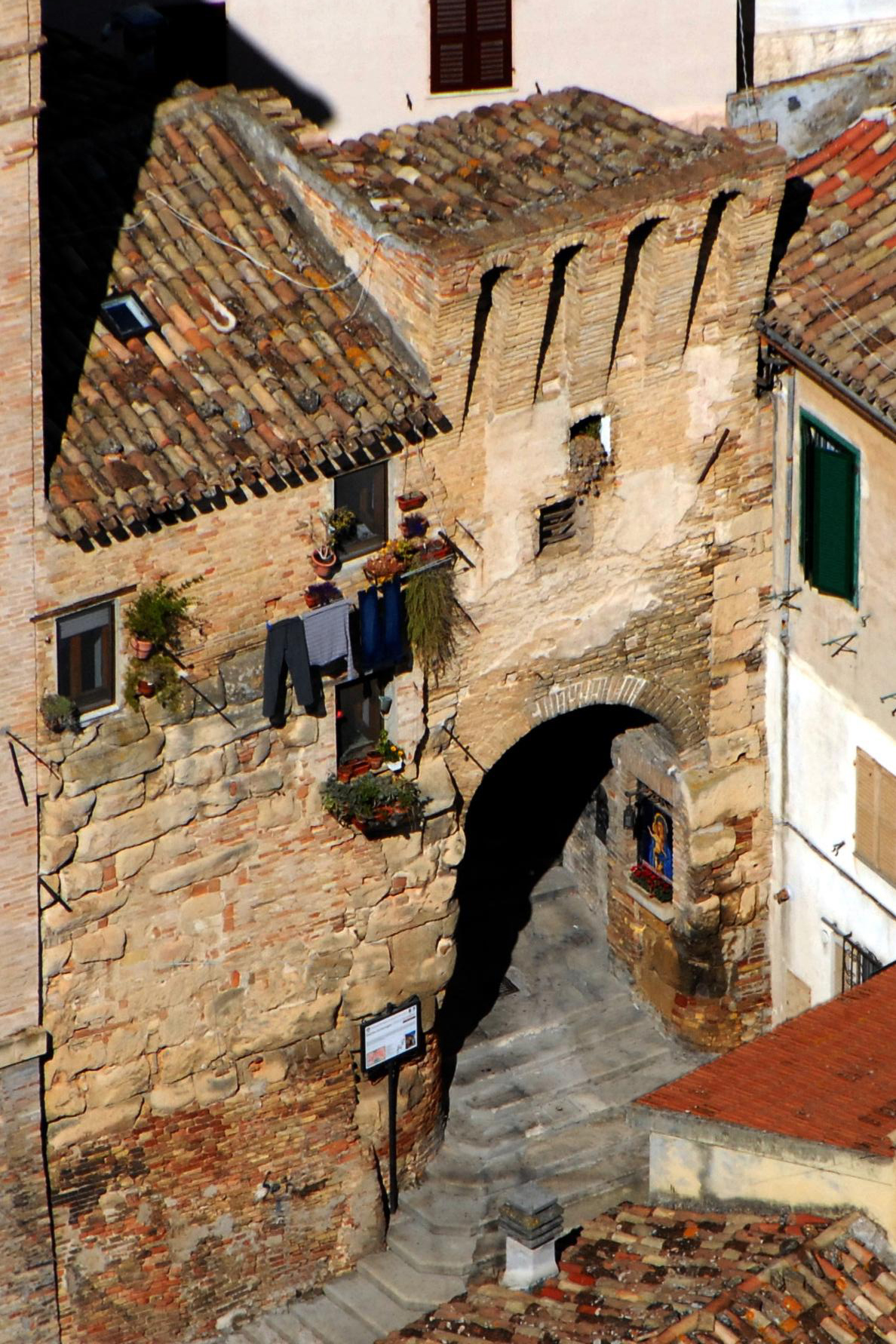
Porta Musone
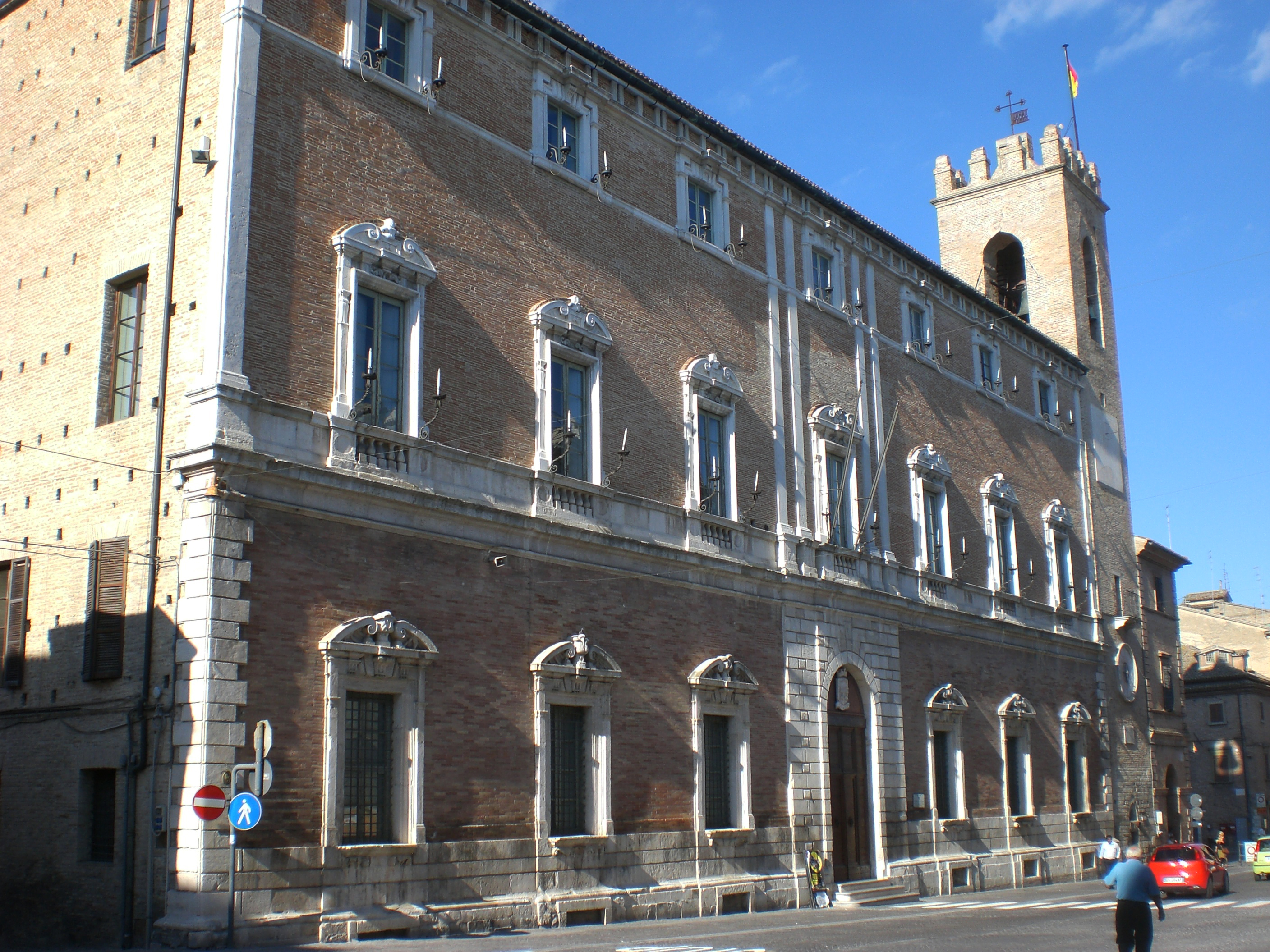
Palazzo Comunale
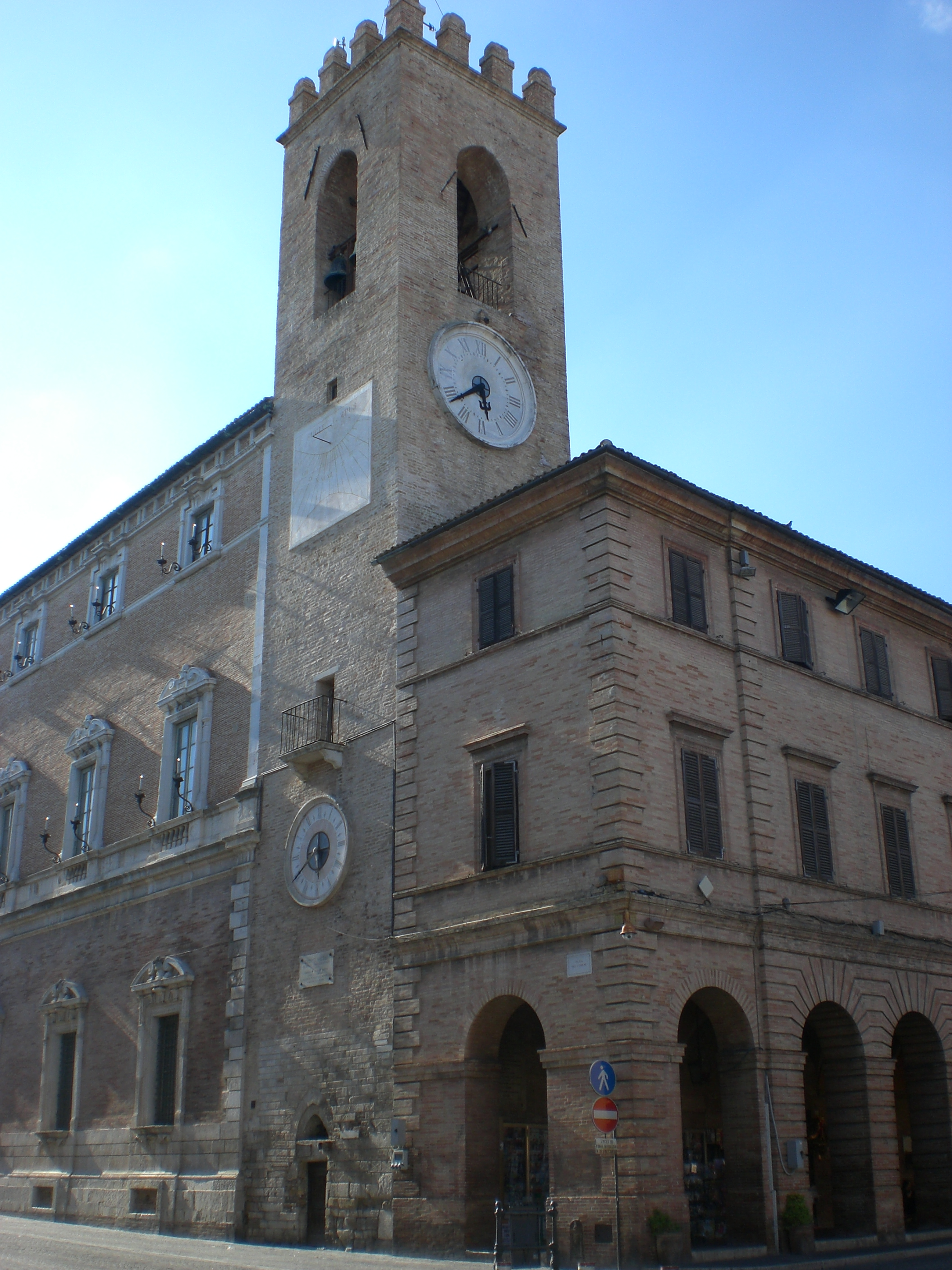
Torre Cívica